# Elbella adonis
Elbella adonis är en fjärilsart som beskrevs av Bell 1931. Elbella adonis ingår i släktet Elbella och familjen tjockhuvuden. Inga underarter finns listade i Catalogue of Life.